# Farside
Farside fue una banda de hardcore punk formada en el Condado de Orange, California en 1989. El grupo se disolvió en 2000.
El primer material de Farside fue el EP Keep My Soul Awake, bajo Crisis Records en 1990. Posteriormente, lanzaron dos álbumes de larga duración y un EP homónimo, por Revelation Records. Desde 1995, la banda estuvo inactiva hasta 1999, volviendo con su álbum final: The Monroe Doctrine.
Un lanzamiento adicional fue la compilación Scrap, por Comida Records. Este es una colección de los dos primeros demos de la banda, grabados en abril y diciembre del 1990, respectivamente. En este último demo Zack de la Rocha participó como guitarrista. Farside grabó varias canciones para compilaciones, incluyendo covers de Embrace, Misfits, TT Quick y Sex Pistols; a su vez, entre sus influencias estaban Dag Nasty, Hüsker Dü, Descendents, Helmet, Quicksand y Elvis Costello.

## Miembros
Última formación
- Michael "Popeye" Vogelsang – voces, guitarras (1989–2000)
- Bob Beshear – batería, percusión (1989–2000)
- Kevin Murphy – guitarras, voces (1993–2000, en vivo 1992–1993)
- Sean Rosenthal – bajo (1999–2000)

Miembros anteriores
- Robert Haworth – guitarras (1989–1992)
- Zack de la Rocha – guitarras (1990–1991)
- Josh Stanton – bajo (1989–1990)
- Bryan Chu – bajo (1990–1999)
- Brian Balchack – bajo (en vivo, 1999)

## Discografía
Álbumes de estudio
- Rochambeau (1992, Revelation Records)
- Rigged (1994, Revelation Records)
- The Monroe Doctrine (1999, Revelation Records)

EPs
- Keep My Soul Awake 7" (1991, Crisis Records)
- Farside 7" (1995, Revelation Records)
- Sense Field / Farside split 6" (1997, Revelation Records)

Álbumes compilatorios
- Scrap (1994, Comida Records)